# Першино (Вятский сельский округ)
Першино — деревня в Некрасовском районе Ярославской области. Входит в состав сельского поселения Красный Профинтерн.

## География
Находится в восточной части Ярославской области на расстоянии приблизительно 19 км на север-северо-запад по прямой от административного центра района поселка Некрасовское в левобережной части района.

## История
Деревня была отмечена еще на карте 1798 года. В 1859 году здесь (деревня Даниловского уезда Ярославской губернии) было учтено 14 дворов, в 1898 — 7.

## Население
Численность населения: 87 человек (1859 год), 13 (русские 92 %) в 2002 году, 14 в 2010.